# محمد الصوفي
محمد الصوفي (1927-19 نوفمبر 2018) هو سياسي ومشير ميداني في الجيش السوري، لعب دورًا مهماً في الانقلاب السوري عام 1963، وعمل لفترة وجيزة وزيرًا للدفاع بين مارس ومايو من ذلك العام، وكان عضوًا في التيار الناصري.

## حياته
ولد في اللاذقية عام 1927، وانتسب إلى الكلية العسكرية عام 1946 تخرج منها برتبة ملازم في 1948، اشترك في حرب فلسطين عام 1948 وجُرح أثناء القتال وأُرسل إلى فرنسا لاتباع دورتي «آمر رعيل» و«تطبيقات مدرعات»، ثم اتبع دورة أركان في معسكرات قطنا.
انتدب للخدمة في الإقليم الجنوبي في عهد الوحدة منذ أيلول 1959 حتى وقوع الانفصال في 1961، عمل مديراً للسجلات العسكرية، ثم كُلّف بقيادة المنطقة الشرقية بالوكالة، وبعدها عُيّن قائداً للواء الخامس، انتسب إلى حركة الوحدويين الاشتراكيين، وأصبح وزيراً للدفاع في حكومة صلاح البيطار التي تولت السلطة في 9 آذار 1963، وتمت ترقيته إلى رتبة فريق بعد استلامه منصب الوزارة؛ ولما استقالت حكومة البيطار في 11 أيار 1963 تمت إحالة الفريق محمد الصوفي إلى التقاعد في 2 حزيران 1963.

## وفاته
توفي الفريق محمد الصوفي يوم الاثنين الموافق 19 نوفمبر 2018 في مدينة اللاذقية عن عمر يناهز 90 عاماً.

## الأوسمة
- ـ وسام الاستحقاق السوري.
- ـ وسام الجيش العربي السوري.
- ـ وسام فلسطين التذكاري.
- ـ وسام قيام الجمهورية العربية المتحدة.
- ـ وسام نوط النصر.[2]